# Ревякин, Александр Иванович
Алекса́ндр Ива́нович Ревя́кин (6 декабря (23 ноября) 1900, с. Паньшино Сызранского уезда Самарской губернии — 15 августа 1983, Москва) — советский литературовед, доктор филологических наук (1944), профессор, заведующий кафедрой теории и истории литературы факультета русского языка и литературы МГПИ им. В. И. Ленина (1960—1977). Заслуженный деятель науки РСФСР (1962).

## Биография
Сын капитана речного флота Ивана Кузьмича Ревякина (1882—1956).
Работать начал в 1918 году в газете «Сызранские известия» корректором и хроникером, потом заведовал отделом местной жизни. В 1919 году окончил Единую трудовую школу и поступил на должность учителя в селе Вязовка Сызранского уезда. Вскоре он был командирован в Москву, где в 1922 году окончил Центральный институт народного просвещения (с квалификацией работника центра).
Его научные интересы обозначились в годы учёбы (1922—1925) на отделении языка и литературы педагогического факультета II Московского государственного университета; здесь он был замечен профессором П. Н. Сакулиным и рекомендован для прохождения аспирантуры. Учился у Н. К. Пиксанова, печатался с 1924 года. В 1929 году А. И. Ревякин окончил аспирантуру Российской ассоциации научно-исследовательских институтов общественных наук (РАНИИОН) по Отделению новой русской литературы.
Профессор МГПИ им. В. П. Потёмкина с 1932 года, МГПИ им. В. И. Ленина — с 1960. Член Союза писателей СССР с 1934 года. В 1944 году защитил докторскую диссертацию «Ранний Островский». Был главным редактором журнала «Литература в школе» (1946—1953) председателем ученых комиссий и научно-методических советов при Министерствах просвещения СССР и РСФСР, председателем экспертной комиссии ВАК при Министерстве высшего и среднего специального образования СССР.
Супруга — врач Анна Петровна Подгорнова (1902—1973); дочери: Ирина (род. 1931; сотрудник Института мировой литературы) и Алина.

## Научная деятельность
Важнейшее место в исследовательской деятельности А. И. Ревякина принадлежит А. Н. Островскому: учёный подчёркивал важность изучения биографии писателя, историко-культурной среды, особенностей его взаимоотношений с окружающими людьми; выделил вопросы литературных истоков творчества Островского, эволюции жанра и стиля, комического и эпического начал, приёмов сценичности.
Также составил «Антологию крестьянской литературы» (1931), занимался проблемой типизации и вопросами преподавания литературы в высшей школе. Редактор академического издания сочинений А. Н. Островского (тт. 1-16, 1949—1953; тт. 1-10, 1959). Участвовал в подготовке текстов для сборника пьес Островского в серии «Классическая библиотека „Современника“» и создании юбилейного тома «Литературного наследства» к 150-летию драматурга. Один из участников подготовки Академического Полного собрания сочинений и писем А. П. Чехова в (тт. 1-30, 1974—1982).

## Основные работы
- Чей поэт Сергей Есенин? М., 1926;
- Островский и его современники, М. — Л., 1931;
- «Гроза» А. Н. Островского. М., 1948 (3-е изд. 1962);
- А. Н. Островский. Жизнь и творчество. М., 1949;
- Проблема типического в художественной литературе. 2-е изд. М., 1959;
- «Вишневый сад» А. П. Чехова. М., 1960;
- О преподавании художественной литературы. М., 1968;
- Проблемы изучения и преподавания литературы. М., 1972;
- Искусство драматургии А. Н. Островского. М., 1974.

Статьи
- Мечта Чехова // Известия. 1944, 11 июня;